# خاتول محمدزی

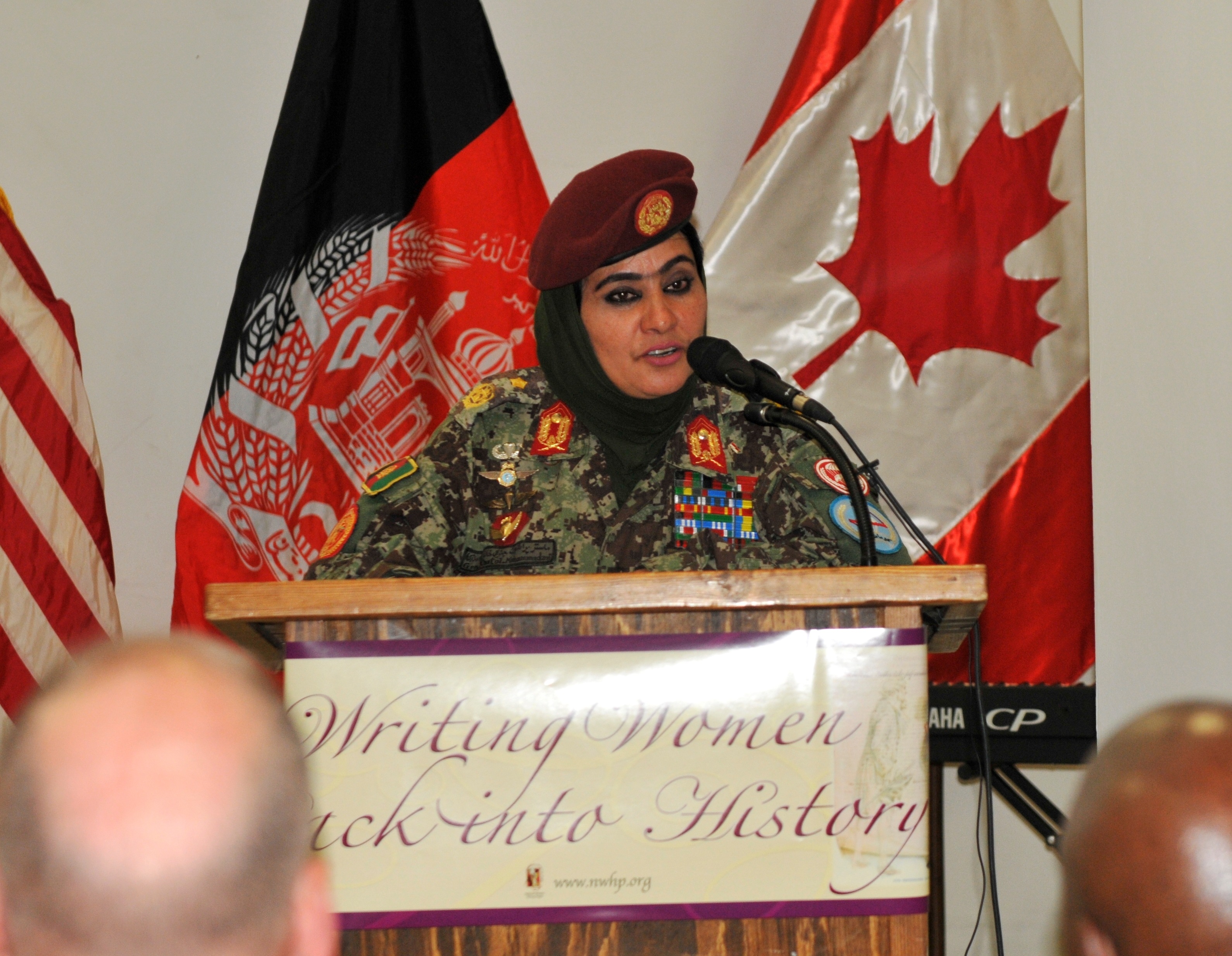
سخنرانی خاتول محمدزی در جشن عدالت برای زنان در ائتلاف آیساف در کابل، اوت ۲۰۱۳ (میلادی)

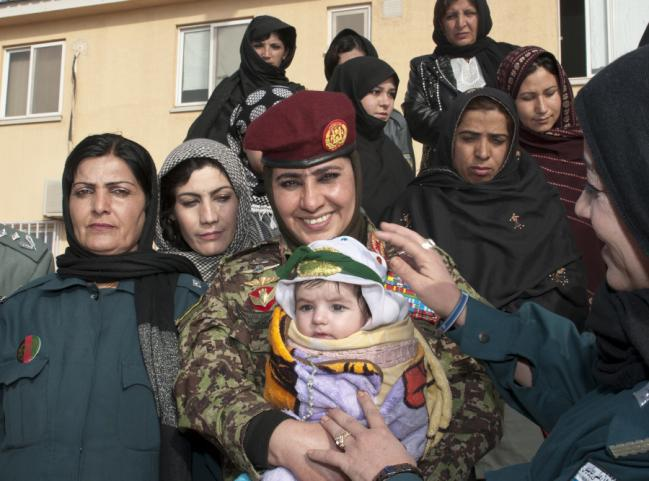
خاتول محمدزی همراه پلیس ملی افغانستان، مارچ ۲۰۱۲ (میلادی)

خاتون محمدزی سرتیپ افغان است که در اردوی ملی افغانستان خدمت می‌کند. او ابتدا در ارتش جمهوری دموکراتیک افغانستان در دهه ۱۹۸۰ به کار گماشته شد و اولین زن افغان است که به عنوان پیاده‌نظام چترباز تعلیم دید. او بیش از ۶۰۰ پرش دارد. او در ارتش افغانستان به عنوان مربی مشغول کار بود تا اینکه در سال ۱۹۹۶ طالبان قدرت را به دست گرفت. او در سال ۲۰۰۱ بعد از حمله ایالات متحده دوباره به سرکارش در ارتش برگشت، و اولین زن در تاریخ افغانستان شد که به درجه ژنرالی رسید.

## حرفه
محمدزی حدود سال ۱۹۶۶ در کابل به دنیا آمد. بعد از فارغ‌التحصیلی از مدرسه راهنمایی در ۱۹۸۳ به عنوان پیاده‌نظام چترباز به ارتش ملحق شد. وی آموزش‌های سخت را با موفقیت گذراند و داوطلب پیاده‌نظام چترباز شد. آموزش‌های او شامل ۱۵۰ کیلومتر پیاده‌روی در کوه‌ها در دو روز و انجام اولین پرش در سال بعد بود. او پس از دریافت گواهی خلبانی به تحصیل در دانشکدهٔ حقوق دانشگاه کابل مشغول شد، با گرفتن مدرک لیسانس می‌توانست افسر بشود، بعدها به مطالعات پیشرفته در یک آکادمی نظامی در شوروی سابق ادامه داد. در طی جنگ شوروی در افغانستان به او اجازه جنگ داده نشد، بنابراین به عنوان مربی سربازان شد و به آن‌ها چتربازی و عملیات کوماندویی آموزش می‌داد.
در سال ۱۹۹۰ با یکی از همکارانش ازدواج کرده و صاحب یکی پسر شد. شوهرش در سال ۱۹۹۱ کشته شد. پس از سقوط دولت در سال ۱۹۹۲ وی در دولت اسلامی افغانستان در طول جنگ‌های کابل به عنوان مسئول آموزش زنان در شاخه‌های دفاع هوایی ارتش خدمت کرد. به‌هرحال از پرش با چتر منع شده بود و محرومیت‌های جدیدی مانند پوشیدن چادر عربی در انظار عمومی داشت. بعد از اینکه در سال ۱۹۹۶ طالبان قدرت را در کشور در دست گرفت، او مجبور به خروج از ارتش شد و به علت بیوه بودن محدود به ماندن در خانه شد. او به کارهای عجیبی مثل خیاطی پرداخته و مدرسه مخفیانه‌ای برای دخترها تأسیس کرد.
پس از سقوط طالبان در سال ۲۰۰۱ به ارتش تازه تشکیل شده پیوست و توسط حامد کرزی به درجه ژنرالی نائل شد. ابتدا محمدزی از نظر فیزیکی خود را به شکل مطلوب رسانده و سپس چتربازی را از سر گرفت. او با چتربازان آمریکایی آموزش دیده و در برنامه آموزشی جدید همراه افسران ناتو برای اردوی ملی افغانستان کار کرد. در سال ۲۰۰۴ در مسابقهٔ چتربازی با ۳۵ رقیب مرد از افغانستان و کشورهای دیگر شرکت کرده و برنده شد.
علاوه بر خدمت به عنوان یک چترباز، محمدزی معاون وزارت دفاع در امور مربوط به زنان بود. به‌هرحال، براساس گفته بعضی از ناظران مثل سازمان عفو بین‌الملل، به دلیل تبعیض جنسیتی نهادینه شده در رهبری افغانستان، از سال ۲۰۰۶ به او اجازه پرش نداده‌اند، به جای آن در مرکز فرماندهی وزارت دفاع در پستی که در شان یک ژنرال نیست خدمت می‌کند. در سال ۲۰۱۲ شغل او به معاونت ارتش ملی در امور زنان و معاونت برنامه‌ریزی و آموزش برای آمادگی در برابر بلایای طبیعی ارتقا یافت و از نظر درجه بالاترین زن در ارتش افغانستان بود.